# Jean-Michel Mattei
Jean-Michel Mattei, est un humoriste et imitateur franco-suisse.

## Biographie
Né à Blois, il passe son enfance et son adolescence dans la région de Bourg-en-Bresse où il pratique le basket-ball en compétition au sein de la JL Bourg et de l'équipe de France Cadets. Parallèlement à ça, il travaille sa voix en tant que soliste dans une chorale. 
Après un bac littéraire, il obtient une licence en psychologie à Lyon 2 et en parallèle un diplôme de psychomotricien à l'ISRP de Paris. Il exerce son métier de psychomotricien à Genève et en 1990 il commence sa carrière à l'aide d'un ami restaurateur qui le programme dans son restaurant. Il se fait par la suite connaitre du grand public lors de la première édition du Festival du rire de Montreux. Depuis 2003, il se consacre à temps plein à l'écriture et à ses spectacles, qu'il joue principalement dans les Pays de Savoie et en Suisse. Il donne des représentations dans des salles parisiennes mythiques telles que l'Olympia, les Folies Bergère, le Casino de Paris mais également au Phare de Chambéry ou encore au Grand Cercle d'Aix-les-Bains.
Il a réalisé des tournées en France, en Suisse, en Belgique, en Espagne, au Québec, aux Antilles, à Marrakech et à Dubaï.
Il a régulièrement collaboré avec de nombreux humoristes comme Olivier Lejeune, Pierre Douglas, Jason Chicandier, Jean-Luc Lemoine ou encore Kev Adams.

## Spectacles
Il trouve ses principales sources d'inspiration dans l'actualité et dans les personnages des régions qui lui sont chères, caricaturant particulièrement les Savoyards et les Corses dans des chansons parodiées et des histoires. La plupart de ses intrigues et de ses scènes se déroulent en Pays de Savoie. Parmi ses personnages on retrouve le Savoyard Mermillod (patronyme très répandu en Savoie) dit « FrancMouillé », le skieur parisien, ou encore son ami, le célèbre chef Marc Veyrat, qui sont autant de prétextes pour parler des travers et des comportements des gens. Il est également un imitateur de talent possédant un répertoire aussi large que varié, avec plusieurs dizaines de voix comme Charles Aznavour, Serge Gainsbourg, Claude Nougaro, Michel Delpech, Julien Clerc ou encore Calogero.
Il est accompagné lors de ses spectacles par des musiciens, notamment l'accordéoniste Phil Bouvier.
- Un p'tit coin de parodie
- J'ai tout à déclarer[3]
- Les perles du lac, en duo avec Thierry Meury
- Un p’tit goût de reviens-y !

## Télévision
- TV8 Mont-Blanc, Passages réguliers[2]
- Léman Bleu, Passages réguliers
- France 3, Les Grands du rire, Passages réguliers
- France 5, Échappées belles
- TF1, Plusieurs passages (JT de 13h, JT de 20h, Reportages)
- France 2, Plusieurs passages (JT de 13h, Télématin)
- C8, Touche pas à mon poste
- M6, Le 12.45
- RTS (Radio Télévision Suisse), la Tête Ailleurs[4]

## Radio
- France Bleu Pays de Savoie Chronique quotidienne[2]
- Rire & Chansons Passages réguliers[2]
- RFI
- RMC
- Europe 1
- RTL
- RTBF
- Radio Canada

## Récompenses
- 1994, Festival d'Humour, Saint-Gervais-les-Bains
- 2004, 1er prix au Festival International des Imitateurs de Tournai où il représentait la Suisse[2]